# The Ironworker
The Ironworker è un cortometraggio muto del 1909. Non si conosce il nome del regista né si hanno altri dati sul cast del film.

## Produzione
Il film fu prodotto dalla Selig Polyscope Company.

## Distribuzione
Distribuito dalla Selig Polyscope Company, il film - un cortometraggio di una bobina - uscì nelle sale cinematografiche statunitensi l'11 marzo 1909.